# PRISM

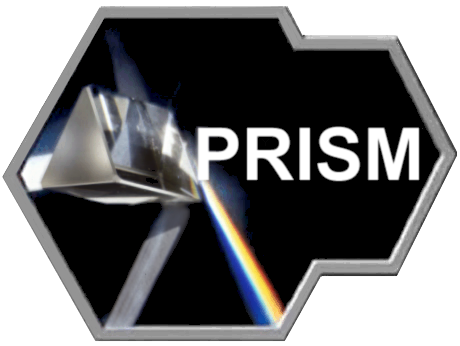
Logo programu

PRISM (krycí jméno, anglicky doslova hranol) nebo také US-984XN (oficiální název operace) je tajný bezpečnostní program Národní bezpečnostní agentury Spojených států amerických fungující od roku 2007 a zaměřený na sledování elektronické komunikace. Je provozován na základě zákona o zahraničním zpravodajství a dohledu (FISA) pod dohledem federálního soudu pro dohled nad zpravodajskými službami v zahraničí (FISC).

## Původ informací
Informace o programu unikly na veřejnost přičiněním Edwarda Snowdena, který byl externím spolupracovníkem Národní bezpečnostní agentury a bez jejího svolení je poskytl novinářům z novin The Washington Post a The Guardian, které je zveřejnily 6. června 2013. Podle jeho informací se na projektu podílí řada velkých internetových společností, například Microsoft (od roku 2007), Yahoo! (od 2008), Google (od 2009), Facebook (od 2009), Paltalk (od 2009), YouTube (od 2010), AOL (od 2011), Skype (od 2011) a Apple (od 2012). Společnosti ovšem spolupráci nad rámec vyžadovaný zákony popřely.